# Andrzej Kaleta (ekonomista)
Andrzej Stanisław Kaleta (ur. 1956 we Wrocławiu) – polski ekonomista, profesor nauk ekonomicznych, profesor zwyczajny Uniwersytetu Ekonomicznego we Wrocławiu, rektor tej uczelni w kadencjach 2016–2020 oraz 2020–2024.

## Życiorys
Syn profesora Józefa Kalety. W 1979 ukończył studia na Akademii Ekonomicznej we Wrocławiu. Doktoryzował się w 1988 na Wydziale Gospodarki Narodowej uczelni macierzystej w oparciu o rozprawę pt. Warunki i stymulatory rozwoju przemysłu drobnego na przykładzie województwa wrocławskiego. Stopień naukowy doktora habilitowanego uzyskał w 2000 na podstawie pracy zatytułowanej Strategia konkurencji w przemyśle. Tytuł naukowy profesora nauk ekonomicznych otrzymał 7 stycznia 2014.
Jako nauczyciel akademicki związany z wrocławską Akademią Ekonomiczną, przekształconą w Uniwersytet Ekonomiczny, na którym objął stanowisko profesora zwyczajnego. W 2002 został kierownikiem Katedry Zarządzania Strategicznego na Wydziale Nauk Ekonomicznych. W kwietniu 2016 został wybrany na rektora Uniwersytetu Ekonomicznego we Wrocławiu na kadencję 2016–2020 (od 1 września 2016). W maju 2020 uzyskał reelekcję na drugą czteroletnią kadencję.
Specjalista w zakresie ekonomiki przemysłu drobnego, polityki przemysłowej, strategii konkurencji i zarządzania strategicznego. Autor około 180 publikacji, organizator konferencji naukowej pn. „Zarządzanie strategiczne w teorii i praktyce”. W 2012 został redaktorem naukowym czasopisma „Nauki o zarządzaniu” (wydawanego przez Uniwersytet Ekonomiczny we Wrocławiu). Wszedł w skład Komitetu Nauk Organizacji i Zarządzania PAN.